# Moselle Open 2011
Il 'Moselle Open 2011 è stato un torneo di tennis giocato sul cemento indoor. È stata la 9ª edizione del torneo, che fa parte della categoria ATP World Tour 250 series nell'ambito dell'ATP World Tour 2011. Si è giocato all'Arènes de Metz di Metz in Francia, dal 17 al 25 settembre 2011.

## Partecipanti

### Teste di serie
| Nazionalità | Giocatore             | Ranking | Testa di serie* |
| ----------- | --------------------- | ------- | --------------- |
| Francia     | Jo-Wilfried Tsonga    | 10      | 1               |
| Francia     | Richard Gasquet       | 15      | 2               |
| Ucraina     | Aleksandr Dolhopolov  | 20      | 3               |
| Croazia     | Ivan Ljubičić         | 29      | 4               |
| Francia     | Michaël Llodra        | 33      | 6               |
| Belgio      | Xavier Malisse        | 46      | 6               |
| Germania    | Philipp Kohlschreiber | 48      | 7               |
| Lussemburgo | Gilles Müller         | 49      | 8               |

* Le teste di serie sono basate sul ranking al 12 settembre 2011.

### Altri partecipanti
I seguenti giocatori hanno ricevuto una wildcard per il tabellone principale:
- Arnaud Clément
- Benoît Paire
- Kenny de Schepper

I seguenti giocatori sono passati dalle qualificazioni:

- Jonathan Dasnières de Veigy
- Nicolas Renavand
- Mathieu Rodrigues
- Igor Sijsling

## Campioni

### Singolare
Jo-Wilfried Tsonga ha sconfitto in finale  Ivan Ljubičić per 6-3, 6(4)–7, 6-3.
- È stato il primo titolo dell'anno per Tsonga, il sesto in carriera.

### Doppio
Jamie Murray /  André Sá hanno sconfitto in finale  Lukáš Dlouhý /  Marcelo Melo per 6-4, 7–6(7).